# Karl-August Fagerholm
Karl-August Fagerholm (31 de diciembre de 1901-22 de mayo de 1984) fue un político finlandés. 

## Trayectoria
Fue un finés suecoparlante. Socialdemócrata desde 1920, fue parlamentario desde 1930. Fue ministro de política social de 1937 a 1943. Se le atribuye en el periodo una posición escandinavista y favorable a una neutralidad en política exterior ante la cercanía de la Unión Soviética. La derrota de Finlandia en la guerra de Invierno, sin embargo, trajo el descrédito en Finlandia a esa postura.
Fue elegido primero líder de los socialdemócratas y posterior presidente del parlamento entre 1945 y 1948. Ascendió al poder tras la Segunda Guerra Mundial y el fracaso de la guerra de Continuación, siendo elegido primer ministro de Finlandia entre 1948-1950. Lideró entonces una coalición política que incluía adversarios de la Unión Soviética, lo que le granjeó la oposición del Partido Comunista de Finlandia. Su gabinete es también recordado por la aprobación de una ley estableciendo un sistema de pensiones para el país.
Durante los años siguientes alternó la presidencia del parlamento (1950-1956, 1957-1962, 1965-1966) con el cargo de primer ministro (1956-1957, 1957-1958)  y el ministerio de exteriores (1958-1959). Ha sido la persona que ha ocupado durante más tiempo la presidencia del parlamento de Finlandia. Fue también candidato en las elecciones presidenciales de Finlandia de 1956, que perdió en una reñida elección frente a Urho Kekkonen.
Su gobierno siguió en buena parte marcado por las relaciones con la Unión Soviética (que incluyó presiones de esta para evitar la publicación de las memorias de Yrjö Leino aunque consideraban a Fagerholm preferible al conservador Paasikivi) y la situación económica en la posguerra, a su vez fuertemente influida por las duras condiciones del Armisticio de Moscú de 1944.